# Jeffrey Hornaday
Jeffrey D. Hornaday (* 3. Mai 1956 in Los Angeles) ist ein US-amerikanischer Choreograf und Filmregisseur.

## Leben und Karriere
Jeffrey Hornaday begann seine Karriere 1982 als Choreograf des Tanzfilms Flashdance und des Actionfilms Die Chaotenclique. Es folgten Choreografien für die Filme Auf der Jagd nach dem grünen Diamanten (1984) und A Chorus Line (1985). 1986 übernahm er die Choreografie des 3D-Science-Fiction-Kurzfilms Captain EO mit Michael Jackson in der Hauptrolle. Der Film wurde ausschließlich in den Disney-Vergnügungsparks gezeigt. Weitere Filme, bei denen Hornaday als Choreograf beteiligt gewesen ist, sind Tango und Cash (1989), Das Leben stinkt, Die blonde Versuchung (beide 1991), Carlito’s Way (1993), Die Tochter des Paten (1995) und Sweet Jane (1998).
Bereits in den 1980er Jahren inszenierte er zwei Episoden für die Anthologieserien ABC Afterschool Specials (1984) und CBS Summer Playhouse (1987). 1991 folgte der Film Shout mit John Travolta und Heather Graham in den Hauptrollen, bei dem Gwyneth Paltrow ihre erste Filmrolle spielte. 2011, 2013 und 2015 inszenierte er die drei Disney Channel Original Movies Movie Star – Küssen bis zum Happy End mit Sarah Hyland und Matt Prokop und Teen Beach Movie sowie dessen Fortsetzung Teen Beach 2 mit Ross Lynch und Maia Mitchell in den Hauptrollen. Für Movie Star wurde er 2012 für den Directors Guild of America Award in der Kategorie Outstanding Directorial Achievement in Children’s Programs nominiert.
Neben seiner Film- und Fernseharbeit choreographierte er Musikvideos für Paul McCartney, Michael Jackson und Stevie Nicks. Für seine Choreografie zum Musikvideo I’m Glad von Jennifer Lopez wurde er bei den MTV Video Music Awards nominiert. Er adaptierte dafür die Choreografie aus seinem Film Flashdance aus dem Jahr 1983.

## Filmografie (Auswahl)
Als Choreograf
- 1983: Flashdance
- 1983: Die Chaotenclique (D.C. Cab)
- 1984: Auf der Jagd nach dem grünen Diamanten (Romancing the Stone)
- 1985: A Chorus Line
- 1986: Captain EO
- 1989: Tango und Cash (Tango & Cash)
- 1990: Dick Tracy
- 1991: Das Leben stinkt (Life Stinks)
- 1991: Die blonde Versuchung (The Marrying Man)
- 1993: Carlito’s Way
- 1995: Die Tochter des Paten (Bird of Prey)
- 1998: Sweet Jane
- 2013: Teen Beach Movie (Fernsehfilm)

Als Regisseur
- 1984: ABC Afterschool Specials (Fernsehserie, Episode 13x02)
- 1987: CBS Summer Playhouse (Fernsehserie, Episode 1x06)
- 1991: Shout
- 2011: Movie Star – Küssen bis zum Happy End (Geek Charming, Fernsehfilm)
- 2013: Teen Beach Movie (Fernsehfilm)
- 2015: Teen Beach 2 (Fernsehfilm)